# خوان خوسيه بلانكو
خوان خوسيه بلانكو (بالإسبانية: Juan José Blanco)‏ (19 ديسمبر 1985 بمونتفيدو في الأوروغواي - ) هو لاعب كرة قدم أوروغواني في مركز الوسط. لعب مع بنيارول وريال مايوركا ب ومونتيفيديو واندررز ونادي لاردة ونادي ليفربول وسنترال إسبانيول والتانك سيلي وCerro Largo F.C. ‏ وجوفينتود وCF Balaguer ‏.

## وصلات خارجية
- خوان خوسيه بلانكو على موقع قاعدة بيانات كرة القدم.إي يو (الإنجليزية)
- خوان خوسيه بلانكو على موقع Soccerway.com (الإنجليزية)